# Ellen Margrethe Stein
Ellen Margrethe Stein (* 8. Oktober 1893 in Kopenhagen; † 29. März 1979 in Hellerup) war eine dänische Schauspielerin.

## Leben
Ellen Margrethe Stein wuchs in Kopenhagen auf. Sie absolvierte ihre Schauspielausbildung von 1914 bis 1918 an der Eleveskole des Königlichen Theaters Kopenhagen, wo sie auch ihr Bühnendebüt als Darstellerin hatte. Sie wirkte im Laufe ihrer Karriere in zahlreichen Theaterstücken, Musicals und Varieté-Shows mit, so unter anderem auch am Folketeatret, am Aarhus Teater, am Betty-Nansen-Theater oder am Nørrebro-Theater. Von 1933 bis 1978 wirkte Stein als Schauspielerin vor der Kamera in mehr als 60 Film-und-Fernsehproduktionen mit. Gelegentlich war sie auch als Synchronsprecherin für Zeichentrickfilme tätig.
Ellen Margrethe Stein starb im März 1979 im Alter von 85 Jahren in Hellerup. Ihre Grabstätte befindet sich auf dem Kopenhagener Vestre Kirkegård.

## Filmografie (Auswahl)
- 1940: Familie Olsen
- 1942: Entgleiste Menschen
- 1943: Kriminalassistent Bloch
- 1947: Soldaten und Jenny
- 1951: Dorte
- 1953: Adam und Eva
- 1955: Heute und alle Tage
- 1966: Professor Taranne
- 1978: Else Kant